# 内牧駅
内牧駅（うちのまきえき）は、熊本県阿蘇市乙姫にある、九州旅客鉄道（JR九州）豊肥本線の駅である。

## 歴史

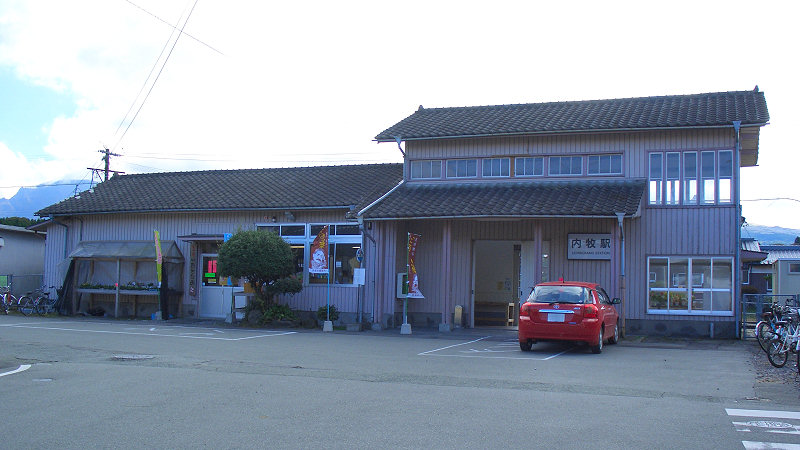
震災前の駅舎（2006年10月）

- 1918年（大正7年）1月25日：鉄道院（後に日本国有鉄道）宮地軽便線の立野 - 宮地間延伸開業に伴い開業[2][3]。
- 1928年（昭和3年）12月2日：路線名の改称に伴い、豊肥本線の駅となる[2]。
- 1945年（昭和20年）7月27日：空襲により駅本屋構内被災全焼。
- 1971年（昭和46年）10月1日：貨物取扱廃止[3]。
- 1983年（昭和58年）11月30日：荷物扱い廃止[4]。駅員無配置駅となる[5]。
- 1987年（昭和62年）4月1日：国鉄分割民営化に伴い、九州旅客鉄道（JR九州）の駅となる[2][3]。
- 2016年（平成28年）4月14日：熊本地震によって発生した土砂災害により休止。
- 2020年（令和2年）8月8日：阿蘇 - 肥後大津間の運転再開に伴い営業再開[6][7]。

## 駅構造
島式ホーム1面2線を有する地上駅。駅舎とホームは構内踏切で連絡している。旧駅舎は木造建築で天井が高く外部からは二階建てに見えたが、熊本地震により被災し、2016年（平成28年）10月3日より解体された。
熊本地震以前は駅舎の中で乗車券を販売する簡易委託駅であった。

### のりば
| のりば | 路線      | 方向 | 行先               |
| ------ | --------- | ---- | ------------------ |
| 1      | ■豊肥本線 | 下り | 阿蘇・大分方面     |
| 2      | ■豊肥本線 | 上り | 肥後大津・熊本方面 |

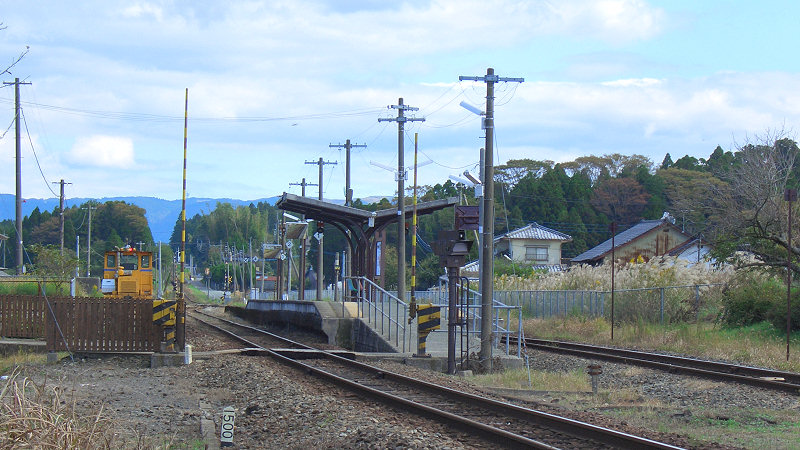
構内（2006年10月）
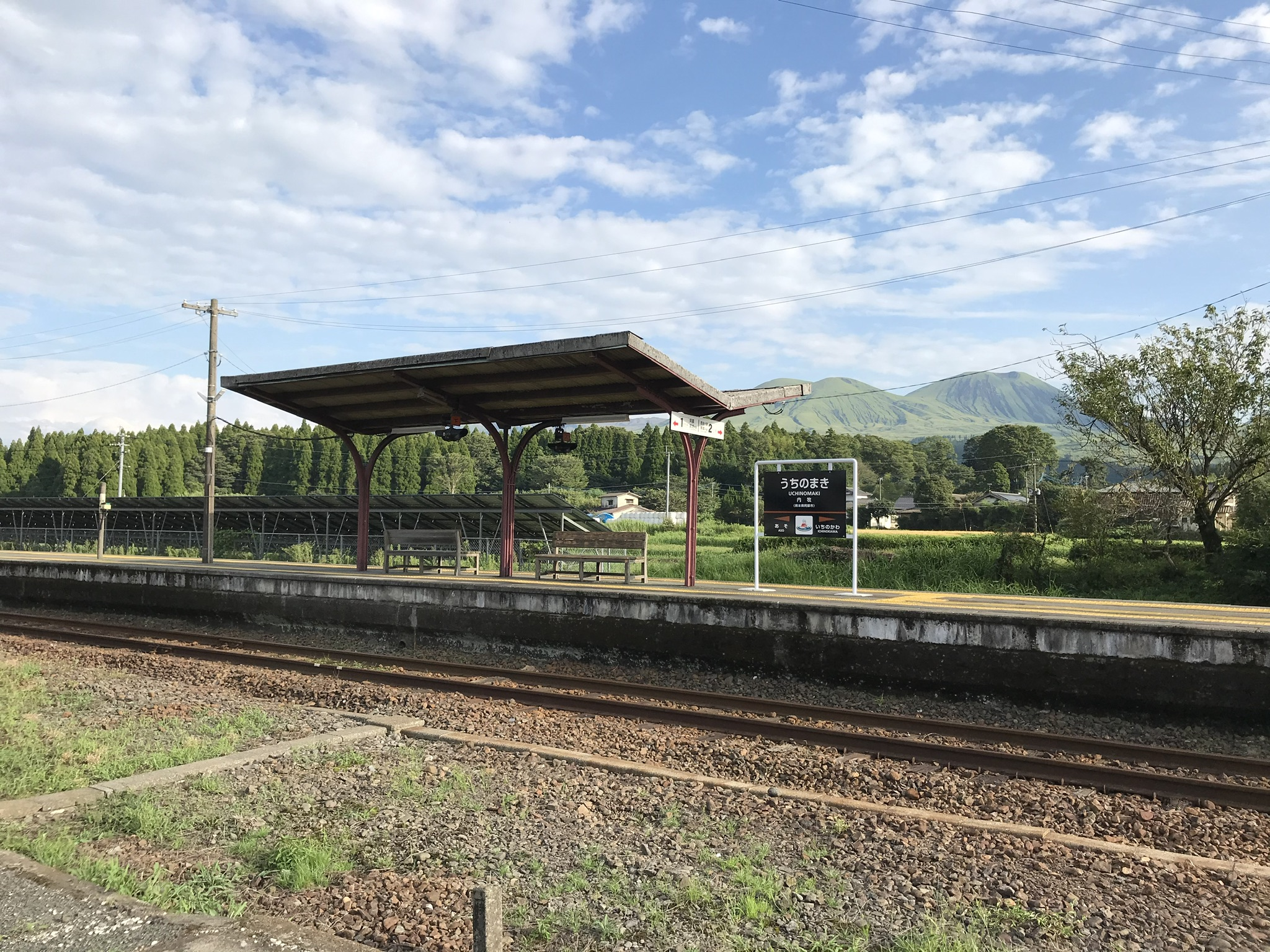
ホームと阿蘇山

## 駅周辺
- 熊本県道175号内牧停車場線
- 熊本県道176号内牧停車場乙姫線
- 国道57号
- 阿蘇市立乙姫小学校
- 内牧駅前郵便局[1]
- 乙姫保育園
- 阿蘇市役所内牧庁舎
- 内牧温泉

## バス路線
最寄りバス停留所は内牧駅前バス停であり、下記の路線が発着する。
- 産交バス[1]
  - 内牧経由阿蘇駅前行き
  - 内牧行き

## 隣の駅
九州旅客鉄道（JR九州）
■豊肥本線
■普通
阿蘇駅 - 内牧駅 - 市ノ川駅